# Kései szálkamenta
A kései szálkamenta (Elsholtzia stauntonii) Észak-Kínából származó, dísznövényként ültetett lombhullató, évelő cserje. Aromás illatú levelei fűszerként is használatosak. 

## Megjelenése

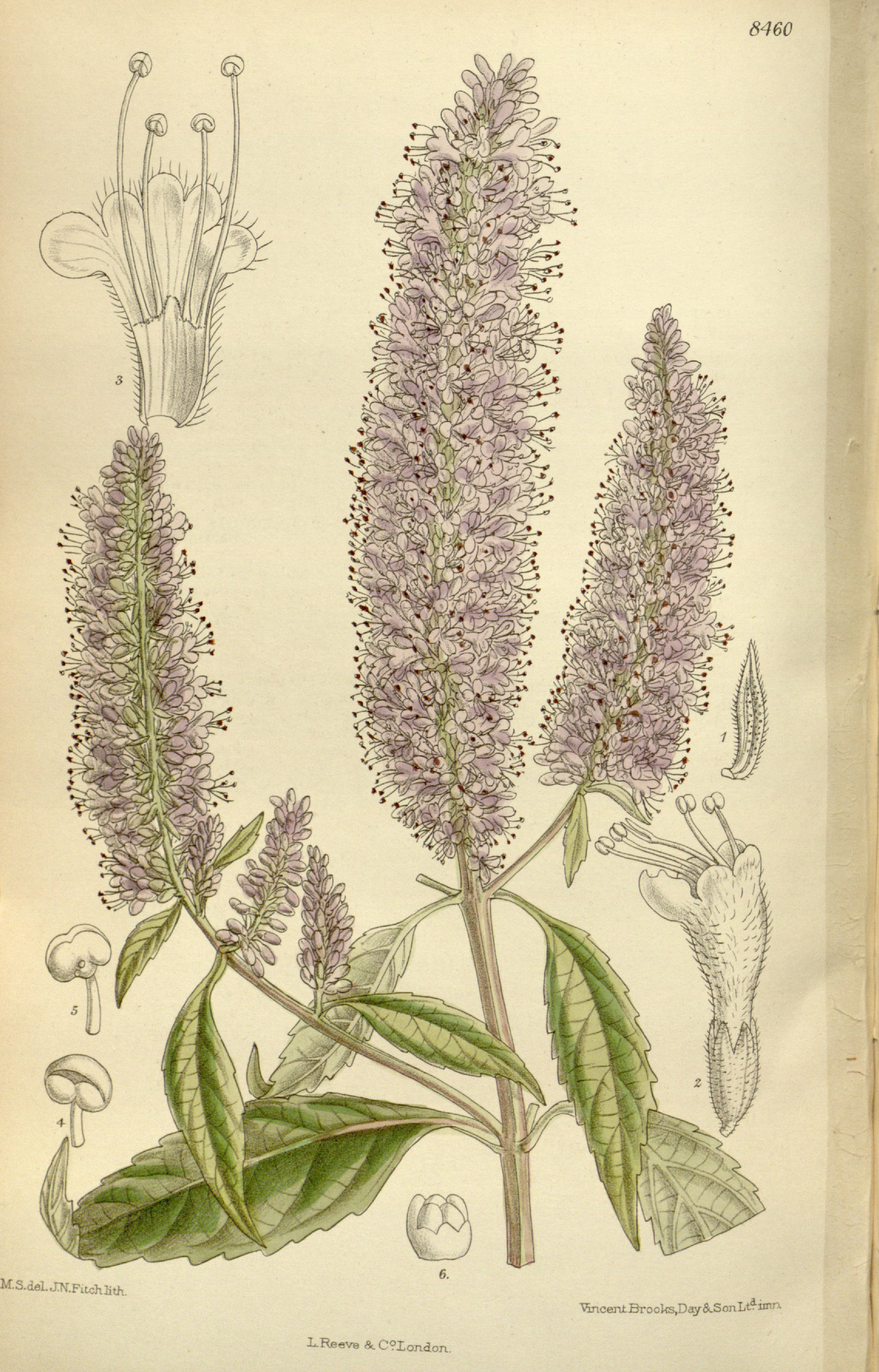
Kései szálkamenta (Curtis's Botanical Magazine, 1912)

A kései szálkamenta félfás, 75–150 cm magas és nagyjából ugyanilyen széles bokor. Átellenesen növő levelei 5–12 cm hosszúak, fogazottak, lándzsás, vagy lándzsás-ovális alakúak. Szétmorzsolt levelei mentás illatot árasztanak. Ősszel bíborvörösre színeződik.
Szeptember-októberben nyílnak rózsaszín-halványlila, 15–20 cm-es, tömött, a hajtások csúcsán egyenesen felálló álfüzérekben növő virágai. Nemesített fehér virágú változata is ismert. 

## Előfordulása
Eredetileg Kína északi részének (Kanszu, Hebei, Henan, Senhszi, Sanhszi tartományok) növénye. Folyó- és patakvölgyekben, füves domboldalakon, sziklás vidékeken fordul elő 700–1600 m tengerszint fölötti magasságon. 

## Jelentősége
Európában és Észak-Amerikában dísznövényként, sövényként ültetik. Napigényes, száraz vagy közepesen nedves talajra van szüksége, egyszerűen tartható. Dugványról szaporítható.
Citromos-mentás aromájú levelei fűszerként használhatóak.
A megszárított növény kivonatával a dohánybogár ellen lehet vegyszermentesen védekezni. 